# Cyclocephala nigricollis
Cyclocephala nigricollis är en skalbaggsart som beskrevs av Hermann Burmeister 1847. Cyclocephala nigricollis ingår i släktet Cyclocephala och familjen Dynastidae. Inga underarter finns listade i Catalogue of Life.